# Александар Протоґеров
Александар Протоґеров (болг. Александър Протогеров); нар. 28 лютого 1867 Охрид, Македонія — пом. 7 липня 1928 Софія) — болгарський генерал, революціонер.

## Біографія
Народився 28 лютого 1867 в Охриді.
Навчався у Військовому училищі в Софії. Будучи юнкером, брав участь добровольцем в Сербсько-болгарській війні 1885—1886. У 1887 закінчив Військове училище і розпочав службу в піхоті. 18 травня 1890 отримав чин поручика, 2 серпня 1894 — капітан на посаді ад'ютанта в Першій бригаді 5-ї піхотної дунайської дивізії. Служив в Русе, де керував офіцерською спільнотою і був помічником в місцевому македонско-одрінському товаристві.
Став членом Верховного македонсько-одрінського комітету. У 1902 брав участь у Горноджумайському повстанні. Під час Балканської війни (1912—1913) помічник начальника Македонсько-одрінського ополчення.

## Нагороди
- Орден «За хоробрість» III ступеня;
- Орден «За хоробрість» III ступеня 2 і 1 класу;
- Королівський орден «Святого Олександра» III ступеня з мечами в середині;
- Народний орден «За військову заслуги» III ступеня.

## Світлини

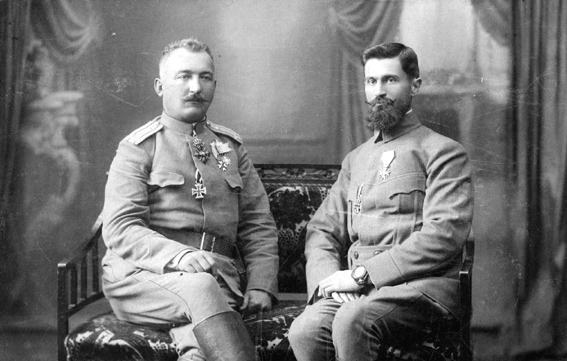
Александар Протоґеров та Тодор Александров (1915 – 1918)
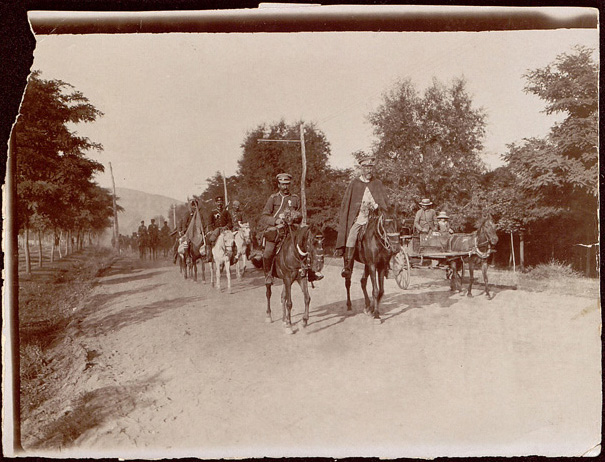
Александар Протоґеров, Софія, 1912
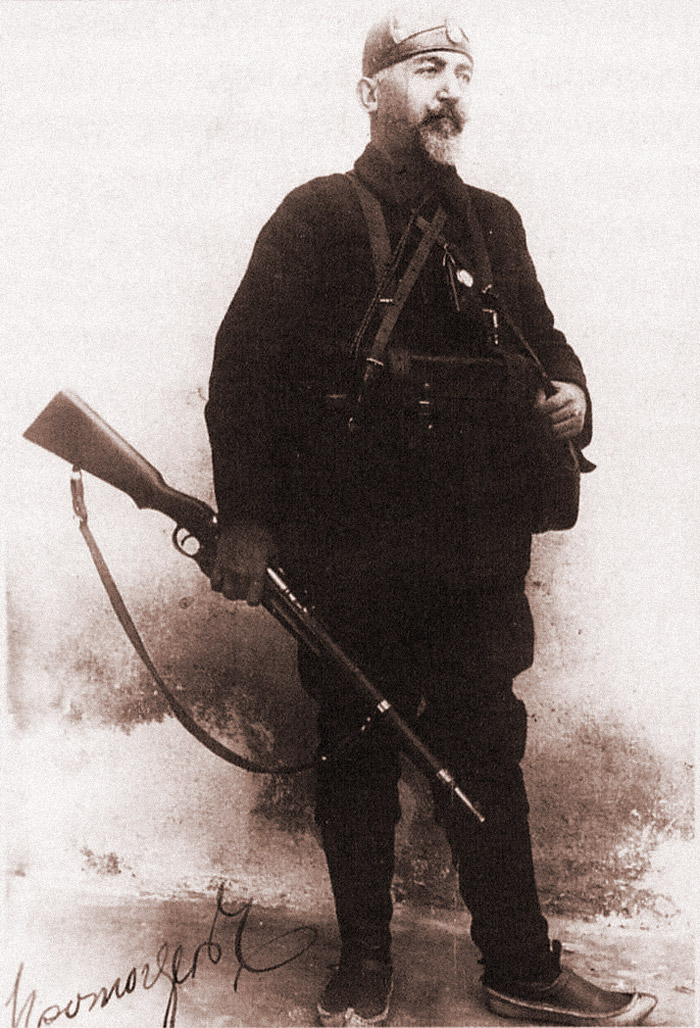
Александар Протоґеров в уніформі
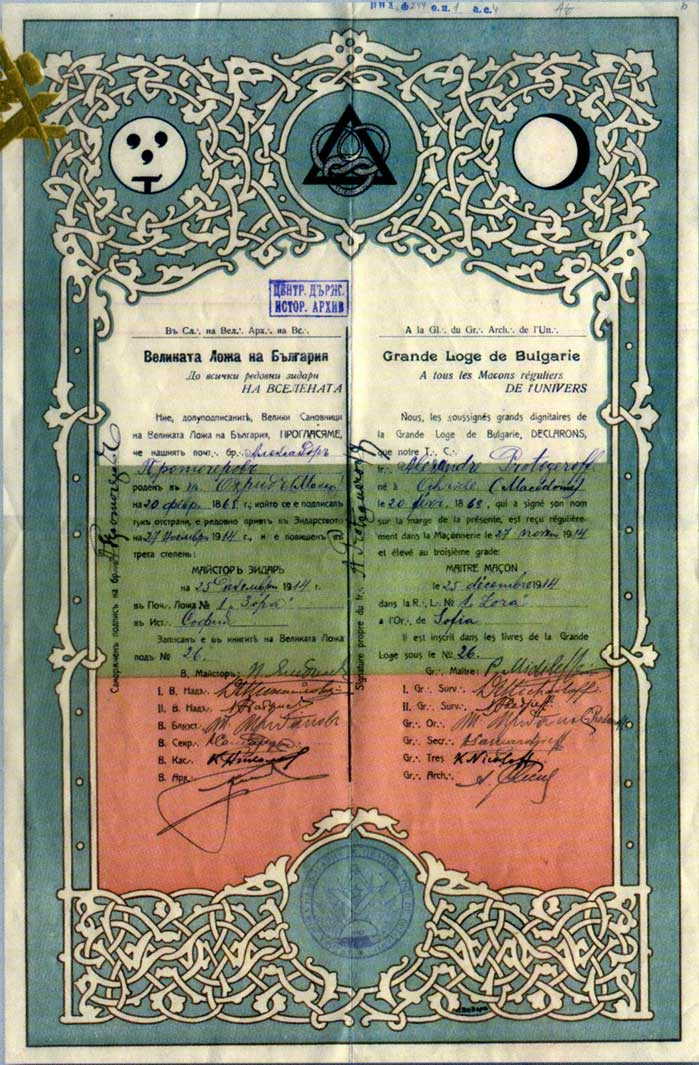
Посвідчення членства Александара Протоґерова в Великій ложі Болгарії
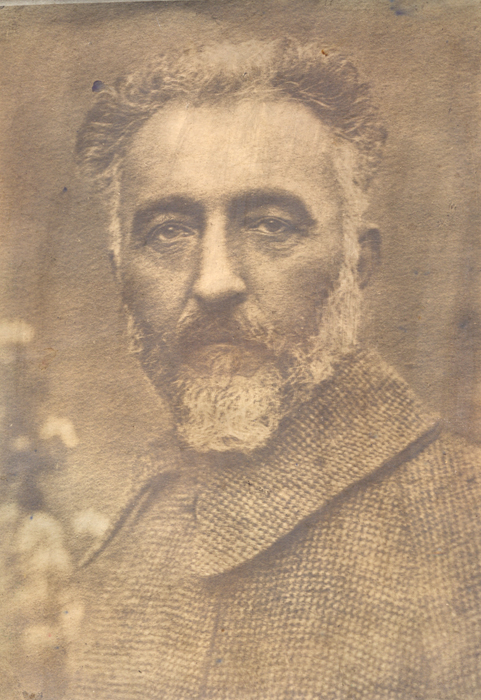
Александар Протоґеров